# الإطلاق التزايدي للجسر

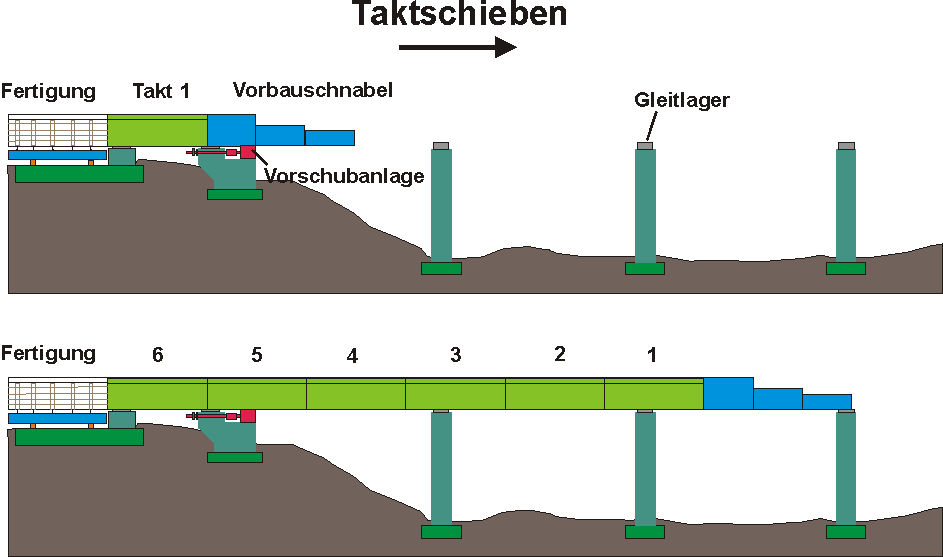
إطلاق إضافي في بناء الجسر

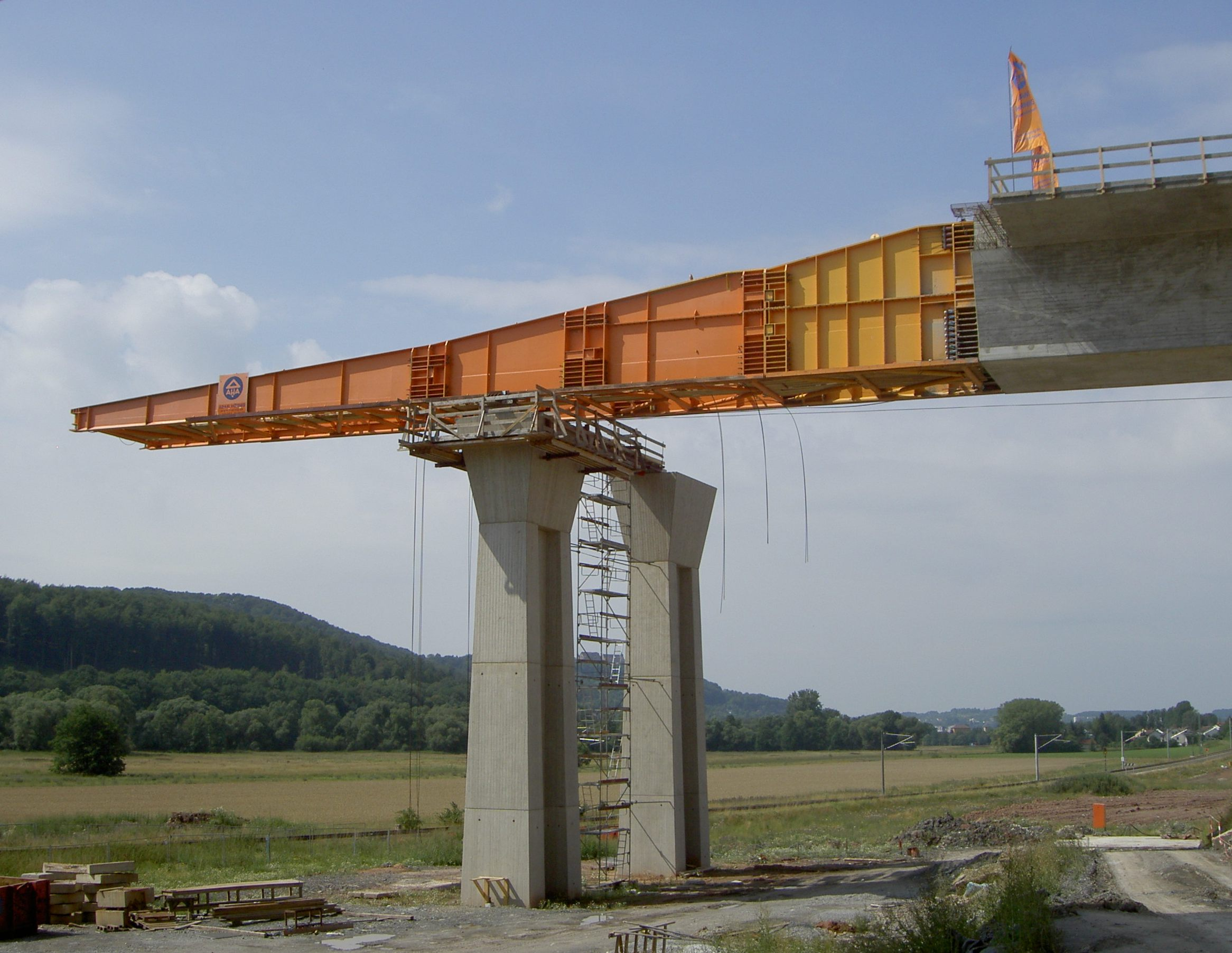
تدريجيا بدأت بناء جسر أي تي زيد وادي جسر بالقرب كوبورغ

الإطلاق التزايدي أو الطولي هي طريقة حديثة لبناء جسر يكمّل جسر من نهاية الجسر فقط.

## الطريقة
الجسور هي في معظمها من تصميم وعمل الصندوق الحديدي بالمنحنى المستقيم أو التابث الشكل، مع نصف قطر ثابت. من 15 إلى 30 متر مربع  من أقسام الصندوق الحديدي من طابق الجسر المصنّع في جهة الجسر في شروط الصُّنع. كل قسم يتم تصنيعه في حوالي أسبوع واحد.
القسم الأول من التزايد ليس مصنوع من طرف آلة الخرسانة، ولكن هو تشديد  للوحة العارضة الصُلبة  بحوالي 60% من طول الجسر، ويقلل من لحظة كابول .
تزيّن أقسام الجسر هبوطا على مرور الصلات، والتي هي كتل خرسانية مغطاة بفولاذ مقاوم للصدى وعُزز ببوليمر مرن.

## جسور منطلقة بشكل تزايدي
- Woronora River Bridge، 2001 أكبر الجسور المنطلقة عندما بنيت.

## وصلات خارجية

### مقاطع الفيديو
- بناء جسر